# Carcharodus
Carcharodus är ett släkte av fjärilar. Carcharodus ingår i familjen tjockhuvuden.

## Bildgalleri

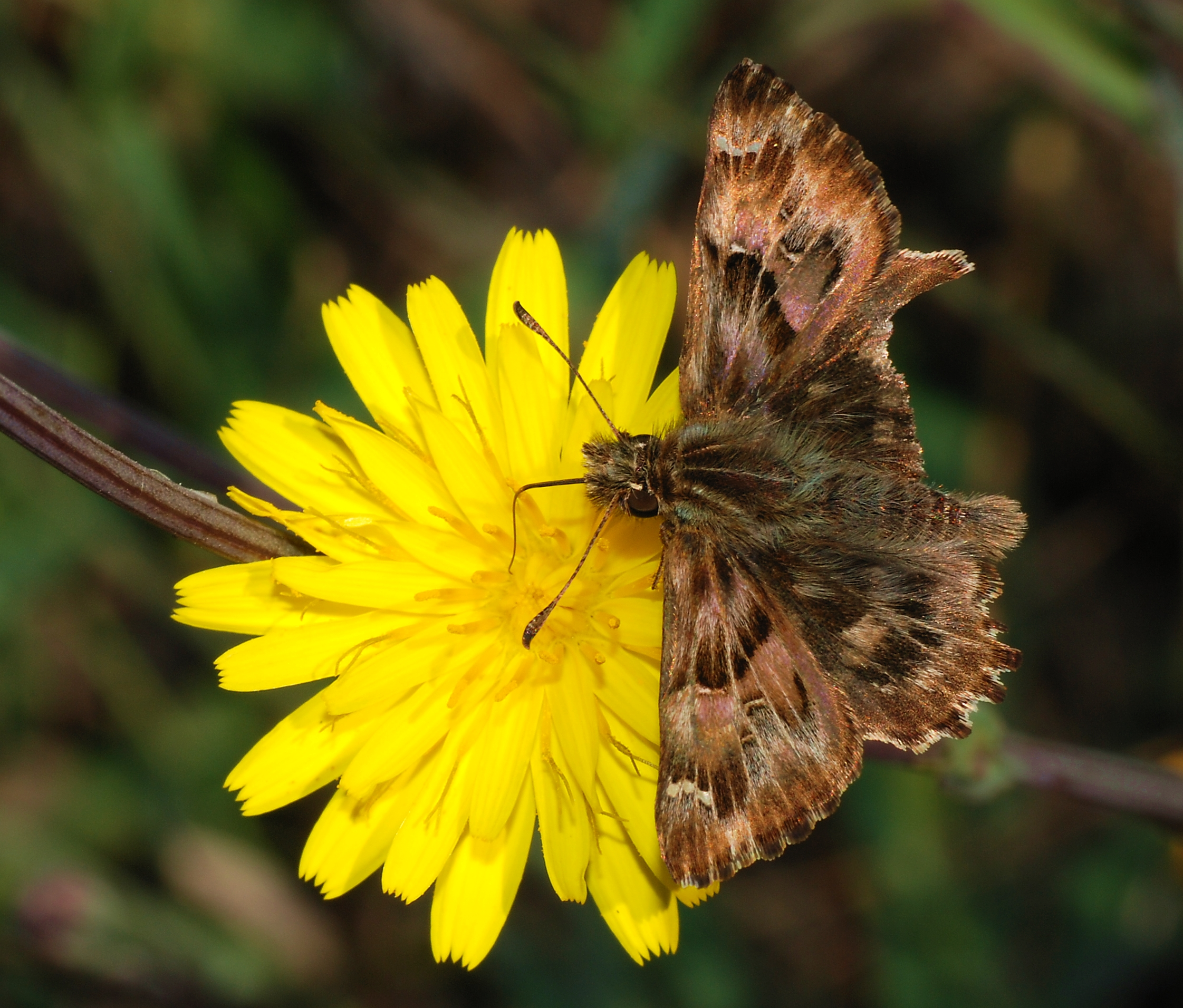
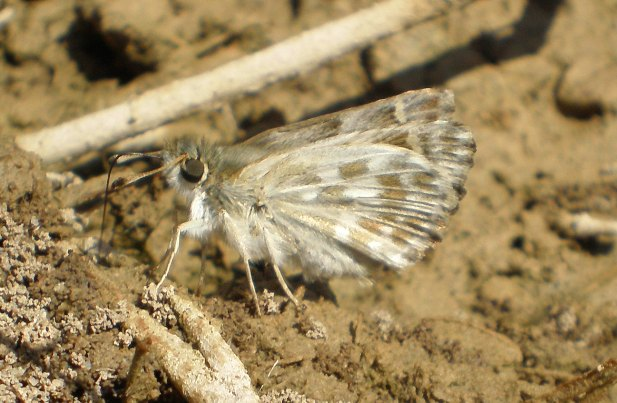
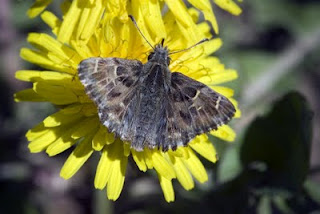
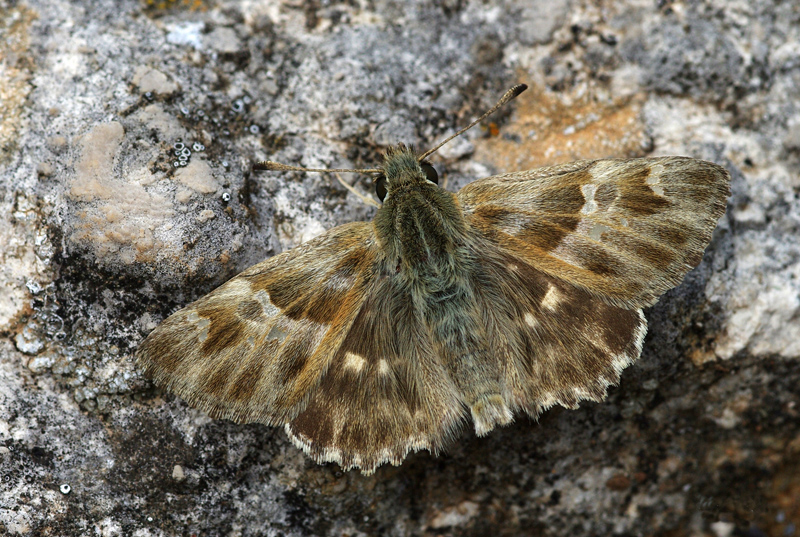

## Dottertaxa tillCarcharodus, i alfabetisk ordning[1]
- Carcharodus aegra
- Carcharodus aestatis
- Carcharodus aestiva
- Carcharodus alceae
- Carcharodus alchymillae
- Carcharodus altheae
- Carcharodus ambigua
- Carcharodus australiformis
- Carcharodus australior
- Carcharodus australis
- Carcharodus australissima
- Carcharodus autumnalis
- Carcharodus balucha
- Carcharodus barcaeus
- Carcharodus boeticus
- Carcharodus centranatolica
- Carcharodus chlorotes
- Carcharodus claraminima
- Carcharodus claraustralis
- Carcharodus corsicus
- Carcharodus dentatus
- Carcharodus dravira
- Carcharodus exigua
- Carcharodus floccifera
- Carcharodus fonti
- Carcharodus fulva
- Carcharodus fulvescens
- Carcharodus fulvipinnulis
- Carcharodus fulvissima
- Carcharodus fulvocarens
- Carcharodus gemina
- Carcharodus gooraisa
- Carcharodus grisea
- Carcharodus griseofulva
- Carcharodus habiba
- Carcharodus imperator
- Carcharodus insolatrix
- Carcharodus internirufus
- Carcharodus lavatherae
- Carcharodus maccabaeus
- Carcharodus magnaaustralis
- Carcharodus malvarum
- Carcharodus marrubii
- Carcharodus nigrobscurata
- Carcharodus nostras
- Carcharodus oberthuri
- Carcharodus obscurata
- Carcharodus octodurensis
- Carcharodus orientalis
- Carcharodus postaltheae
- Carcharodus postorientalis
- Carcharodus praeaustralis
- Carcharodus pyrenaicus
- Carcharodus ramses
- Carcharodus romeii
- Carcharodus rostagnoi
- Carcharodus rufescens
- Carcharodus rungsi
- Carcharodus siccior
- Carcharodus stauderi
- Carcharodus swinhoei
- Carcharodus tauricus
- Carcharodus tripolina
- Carcharodus viridescens
- Carcharodus wissmanni